# HR 6806
HR 6806 (HD 166620 / HIP 88972 / GJ 706) es una estrella de magnitud aparente +6,37. Se localiza en la constelación de Hércules 3º al noroeste de θ Herculis.
Se encuentra a 36,2 años luz del sistema solar, siendo G 204-58, a poco más de un año luz, la estrella más próxima a HR 6806.
HR 6806 es una enana naranja de tipo espectral K2V con una temperatura efectiva de 5019 K.
Su luminosidad corresponde al 35% de la que tiene el Sol y tiene un diámetro igual al 79% del diámetro solar.
En cuanto a su metalicidad —abundancia relativa de elementos más pesados que el helio—, parece ser menor que la solar; diversos estudios señalan una abundancia relativa de hierro equivalente al 66% de la existente en el Sol, tendencia también observada en elementos como níquel, silicio y sodio.
La masa de HR 6806 es de aproximadamente 2/3 de la masa solar.
Su edad, teniendo en cuenta parámetros cromosféricos, es de 4750 - 5000 millones de años, no muy distinta de la estimada por girocronología —basada en su período de rotación de 42,4 días—, que es de 5300 millones de años.